# Henry Hoyle Howorth
Henry Hoyle Howorth (Lisszabon, 1842. július 1. – 1923. július 15.) brit konzervatív politikus, ügyvéd, amatőr történész és geológus.

## Életpályája
Henry Hoyle Howorth 1842. július 1-jén született a portugáliai Lisszabonban Henry Howorth kereskedő fiaként. Tanulmányait a Rossall Schoolban kezdte, majd jogot tanult, majd 1867-től az Inner Temple ügyvédi kamarához került, és az északi körzetben praktizált. Politikailag unionista volt, és 1886-ban Salford South konzervatív parlamenti képviselőjévé választották. 1892-ben és 1895-ben újraválasztották, mielőtt az 1900-as általános választásokon visszavonult az alsóházból.
A jog és a politika mellett érdeklődött a régészet, a történelem, a numizmatika és a néprajz iránt is. Termékeny író volt, számos folyóiratnak írt cikkeket.
Ázsia történelmével és néprajzával kapcsolatos munkái elismeréseként 1892-ben megkapta Az Indiai Birodalom Rendjének lovagparancsnoki fokozatát. 1893-ban a Royal Society tagjává avatták, jelentős ellenállás ellenére, mivel nem rendelkezett formális tudományos végzettséggel. Ezt követően a manchesteri Chetham's College tiszteletbeli könyvtárosa és a British Museum kurátora is lett. 1877-től 1900-ig tanácstagként a Chetham Society tagja volt, emellett tagja volt a Manchesteri Irodalmi és Filozófiai Társaságnak.
Szabadkőműves volt.
Howorth ellentmondásos egyéniség volt, gyakran fejtette ki véleményét a The Times levelezőoldalán, néha "Egy manchesteri konzervatív" álnéven.

## Családja
1869-ben feleségül vette Katherine Brierley-t. Három fiuk született, akik közül az egyik Sir Rupert Howorth volt. Felesége 1921-ben hunyt el. Sir Henry Howorth 1923 júliusában, 81 éves korában halt meg, és a Putney Vale temetőben temették el.

## Művei
Az általa írt könyvek és folyóiratok összefoglalják hatalmas érdeklődési területeit:
Mongóliáról:
- H. H. Howorth (霍渥斯), History of the Mongols (három kötetben, 1876-88):

The Mongols proper and the Kalmuks ... with 2 maps by E.G. Ravenstein (蒙古史) (reprint ed.). 文殿閣書莊. 1888.
- A mongolok története: A tulajdonképpeni mongolok és a kalmükök: I. rész
- A mongolok története a 9. századtól a 19. századig: I. rész
- A mongolok története a 9. századtól a 19. századig: III. rész: A perzsa mongolok. London és New York: Longman, Green, and Co. 1888.
- H.H. Howorth, History of Chinghis Khan and his Ancestors.
- H. H. Howorth, "The Spread of the Slaves, Part III: The Northern Serbs or *Sorabians and the Obodoiti", The Journal of the Anthropological Institute of *Great Britain and Ireland, 9 (1880), 181-232. o.

Az angol egyházról:
- H. H. Howorth, The History of the Church in England to the Eighth Century (három kötetben, 1912-17):
- Nagy Szent Gergely (1912);
- Canterburyi Szent Ágoston (1913); és
- A korai angol egyház aranykora (1917).

Földtani munkáiban Charles Lyell elméleteit támadta, és a jégkorszakok létezését a nagy árvizek javára elvetette:
- H.H. Howorth, The Mammoth and the Flood (1887);
- H.H. Howorth, The Glacial Nightmare (1893); és
- H.H. Howorth, Ice or Water? (1905).

## Fordítás
- Ez a szócikk részben vagy egészben  a   Henry Hoyle Howorth című angol Wikipédia-szócikk fordításán alapul.  Az eredeti cikk szerkesztőit annak laptörténete sorolja fel. Ez a jelzés csupán a megfogalmazás eredetét és a szerzői jogokat jelzi, nem szolgál a cikkben szereplő információk forrásmegjelöléseként.